# Нові чудовиська (фільм, 1977)
«Нові чудовиська» (італ. I nuovi mostri) — італійська кінокомедія 1977 року, що складається з 14 окремих історій, знятих трьома відомими італійськими режисерами: Діно Різі, Маріо Монічеллі та Етторе Скола. Фільм є продовженням попередньої кінокартини Діно Різі «Чудовиська» (I mostri) 1963 року, який також складається з окремих історій.

## Зміст
Чотири головні актори фільму: Альберто Сорді, Вітторіо Гасман, Уго Тоньяцці та Орнелла Муті у коротких епізодах розкривають різні типові негативні характери італійського суспільства, зло і підлість італійського середнього класу в 70-х роках. Жанр комедії дає можливість дещо пом’якшити соціальну критику не позбавляючи її своєї ефективності.

## Назви окремих історій
1. Тільки тоді (Режисер: Діно Різі)
2. Автостоп (Режисер: Маріо Монічеллі)
3. З привітанням від друзів (Режисер: Діно Різі)
4. Шинок! (Режисер: Етторе Скола)
5. Медичний пункт (Режисер: Маріо Монічеллі)
6. Пташка долини По (Режисер: Етторе Скола)
7. Як королева (Режисер: Етторе Скола)
8. Без слів (Режисер: Діно Різі)
9. Панегірик (Режисер: Етторе Скола)
10. Викрадення коханої людини (Режисер: Етторе Скола)
11. Підозрюваний (Режисер: Діно Різі)
12. Мама і матуся (Режисер: Діно Різі)
13. Зразковий громадянин (Режисер: Етторе Скола)
14. Порнодіва (Режисер: Діно Різі)

## Навколо фільму
- Сценарій фільму написали Адженоре Інкроччі,  Фуріо Скарпеллі, Бернардіно Заппоні та Руджеро Маккарі щоб допомогти важкохворому сценаристові Уго Герра.